# Le Royaume (récit)
Pour les articles homonymes, voir Le Royaume.
Le Royaume est un récit d'Emmanuel Carrère publié le 29 août 2014 aux Éditions P.O.L. Partant de sa propre expérience, l'auteur imagine les origines de la chrétienté, en se concentrant sur les personnages et les écrits de Paul et de Luc, et en s'interrogeant sur les raisons de son influence toujours vivace deux mille ans après.

## Résumé
Adoptant une démarche d'enquêteur, Emmanuel Carrère raconte les origines de la chrétienté et le contexte dans lequel la religion s'est développée. Aujourd'hui non croyant, se déclarant agnostique, l'auteur se base sur ses trois années de ferveur chrétienne au début des années 1990 pendant lesquelles il commentait dans des cahiers les Évangiles, période qu'il avait complètement occultée par la suite. Il tente ainsi de retracer plus particulièrement les itinéraires de l'apôtre Paul et de l'évangéliste Luc,,.
Après un Prologue, vient une Partie I intitulée Une crise (Paris 1990-1993), où l'auteur raconte une période de sa vie où il a été intensément chrétien, assistant à la messe tous les jours, lisant et commentant les Évangiles. Une deuxième partie est intitulée Paul (Grèce, 50-55) narrant l'apostolat de l'apôtre Paul en Asie mineure et en Grèce, suivie d'une troisième partie intitulée L'Enquête (Judée, 58-60), où il est toujours question de lui et de sa venue à Jérusalem et des difficultés de toutes sortes qu'il y rencontre, notamment avec le chef de l’Église de Jérusalem, l'apôtre Jacques, frère de Jean. La quatrième partie intitulée Luc (Rome, 60-90), évoque la personnalité de Luc, l'auteur de l'évangile qui porte son nom et des Actes des Apôtres. Enfin, le livre se termine par un texte intitulé Épilogue (Rome, 90- Paris, 2014), dont les dernières lignes sont consacrées à une interrogation de l'auteur sur sa fidélité au jeune croyant qu'il a été et au Seigneur auquel il a cru, la réponse étant (ce sont les quatre derniers mots du récit) : « Je ne sais pas. »

## Réception critique
Le livre a bénéficié d'une grande couverture médiatique au moment de la rentrée littéraire 2014 reconnaissant bien souvent les qualités de cet ouvrage. Le Nouvel Observateur indique que, même s'il n'est pas sélectionné par le jury du prix Goncourt, la critique est quasi unanime pour dire que c'est un grand livre, qui de plus se situe dans les meilleures ventes de cette rentrée. Nathalie Crom, de Télérama, lui attribue une note de 3 correspondant à On aime passionnément ; « cette histoire des premiers temps du christianisme ébranle autant qu'elle passionne »
Les Inrocks écrivent : « on ne pensait pas forcément vouloir aller sur les pas des premiers chrétiens, mais Emmanuel Carrère transforme le voyage entre la Grèce, Rome et Jérusalem en une aventure érudite et exaltante avec un net penchant pour le péplum, une aventure émaillée d’autodérision et d’un humour qui rappelle parfois La Vie de Brian des Monty Python, ainsi que de parallèles audacieux, souvent éclairants, avec le monde contemporain [...] Il y a du sang, du sexe et surtout une réflexion passionnante sur l’écriture à travers le personnage de Luc, compagnon de route de Paul et évangéliste, auquel Carrère semble s’identifier. » Le journal 20 minutes indique que l'auteur « signe un roman fascinant sur les débuts du christianisme. »
Pierre Assouline, quant à lui, « n’y arrive pas » et écrit dans La République des livres en août 2014, qu'« on imagine mal qu’un tel livre vitrifie la rentrée, comme ce fut le cas avec les romans de Michel Houellebecq, même si, de La Vie catholique au Nouvel Observateur en passant par Télérama, ils s’y sont déjà presque tous mis, et dans les grandes largeurs. Quelle couverture alors que le livre ne sort qu’en septembre ! Le royaume des cieux médiatiques est à lui. C’est là un privilège dont les mécanismes demeurent une énigme, mais qu’importe : seul compte le texte » Il estime aussi que ce livre n'apprendra rien à ceux qui connaissent le catéchisme mais qu'il s'est « ravisé lorsque des voix amies m’ont appris l’ignorance crasse des Français sur les origines du christianisme, et sur le fait que nombre d’entre eux allaient tout découvrir dans ce livre. » De plus il ajoute que la langue de l'auteur « se veut si familière, elle en devient si relâchée, qu’elle finit par être ordinaire. »
Dans le journal La Croix, Pietro Pisarra relève la faiblesse de l'analyse et quelques erreurs grossières, comme dire que le mot ecclesia (l'église primitive) est la traduction de l'hébreu Tsahal (sigle de l'armée israélienne).

## Avis de spécialistes du monde chrétien
Certains spécialistes du sujet que traite Emmanuel Carrère signalent plusieurs erreurs commises tout en étant, comme le père Pierre Debergé « impressionné par le travail de recherche conduit par l'auteur. »
Tout en exprimant quelques réserves, Henri Madelin, sj, estime qu'« il faut lire Emmanuel Carrère ».
Benoît Lobet estime dans un billet de son blog intitulé Deux livres étonnants (où il évoque aussi Augustin ou Le Maître est là) que « C'est (à part quelques imprécisions ou erreurs mineures) impressionnant de justesse, de clairvoyance, et finalement d'empathie pour ces personnages qui ont « fait » notre foi, même si Carrère lui-même écrit aussi, dans les marges, sa propre histoire, sa propre relation à cette foi, plus distante aujourd'hui qu'hier, plus réservée - mais on le sent tout de même empli de la nostalgie de croire. »

## Prix et distinctions
- Prix littéraire du journal Le Monde[14],[15]
- Élu meilleur livre de l'année par le magazine Lire[16]
- Nommé aux Globes de Cristal en 2015 dans la catégorie Meilleur Roman-Essai.

## Édition
- Emmanuel Carrère, Le Royaume, Paris, P.O.L, 2014, 630 p. (ISBN 978-2-8180-2118-7)